# Kronika Czechów
Kronika Czechów, Kronika Kosmasa, Kosmasa Kronika Czechów (łac. Cosmae Pragensis Chronica Boemorum) – dzieło historiograficzne, spisane przez praskiego kanonika, Kosmasa z Pragi (ok. 1045–1125). Kronika powstała mniej więcej w tym samym czasie co pierwsza Kronika Galla Anonima.

## Autor i dzieło
Autor zabrał się do spisywania dzieła swego życia po roku 1110 i pisał ją aż do śmierci. Pozostawił po sobie trzy ukończone księgi i jedną rozpoczętą; obejmują one dzieje Czechów od czasów legendarnych aż do roku 1125.
Kronika Kosmasa jest głównym źródłem do historii dawnych Czech. Nie jest to jednak utwór obiektywny – autor bywa niechętnie usposobiony zarówno do Polaków, jak i do Niemców. Dodatkowo pomija wiele informacji dotyczących rytu słowiańskiego w Czechach, pozytywny stosunek do tego rytu króla Wratysława II, a także unika podania informacji o istnieniu klasztoru w Sazawie, który do 1096 r. ośrodkiem liturgii słowiańskiej.  
Kronika została spisana po łacinie, w manierze typowej dla swej epoki – prozą rytmiczną, niekiedy rymowaną. Dla opisu dziejów najdawniejszych wykorzystuje Kosmas tradycję ustną, podania, legendy, ale też inne wczesne księgi historyczne (jak np. Kronika Reginona z Prüm z 915 roku).

## Rękopisy
Do naszych czasów miało zachować się piętnaście rękopisów Kroniki Czechów dziekana praskiego, a także trzy niewielkie fragmenty.
1. Rękopis Budziszyński – przechowywany w Knihovna Narodniho Musea v Praze, sygn. VII F 69 - powstał na przełomie XII i XIII w[8].
2. Rękopis Sztokholmski – przechowywany w Bibliotece Królewskiej w Sztokholmie, wpisany do Codex Gigas, rękopis powstał w XIII w[9].
3. Rękopis Lipski – przechowywany w Bibliotece Uniwersytetu Lipskiego (w publikacji Biblioteka Uniwersytetu Karola Marksa w Lipsku), sygn. Cod. Ms 1324, rękopis powstał w XII w[10].
4. Rękopis Sztrasburski – spalił się w 1870 r., a przechowywany był w Sztrasburskiej Bibliotece Miejskiej, powstał albo w pod koniec XII wieku, albo na przełomie XII/XIII w. Do dzisiaj zachowały się wyłącznie dwie reprodukcje[11].
5. Rękopis Drezdeński – przechowywany w Sächsiche-Landesbibliothe w Dreźnie, sygn. Ms. Dresd. I 43, rękopis datowany jest na XII w[12].
6. Rękopis Wiedeński – przechowywany w Österreichische Nationalbibliothek w Wiedniu, sygn. 508, rękopis prawdopodobnie sporządzono w XIII w[13].
7. Rękopis Kapitulny – przechowywany w Bibliotece Kapituły katedralnej w Pradze, sygn. G5, powstawać miał w latach 1320 - 1343[14].
8. Pergaminowa karta z końcowymi rozdziałami Ks. III. oraz z kilkoma wierszami z Kroniki Kanonika Wyszehradzkiego – przechowywany w Sächsiche-Landesbibliothe w Dreźnie, sygn. J. 122 h. 1. Powstał w wieku XIV[15].
9. Rękopis Brneński – przechowywany w Archiwum Miejskim w Brnie, powstał w XV w[16].
10. Rękopis Carloviensis – przechowywany w Bibliotece Kapituły praskiej, sygn. G55, powstał ok. XV w[17].
11. Rękopis Monachijski – Bayrische Staatsbibliothek w Monachium, sygn. Cod. lat. 11029. Powstał albo w pod koniec XII wieku, albo na przełomie XII/XIII w[18].
12. Rękopis Wiedeński Drugi – przechowywany w Österreichische Nationalbibliothek w Wiedniu, sygn. 7391., powstał w Pradze w XVII w[19].
13. Kodeks z Donaueschingen – przechowywany w Bibliotece Fürstenbergów, sygn. 697, pochodzi z XV w[20].
14. Rękopis Rudnicki – w 1978 r. znajdował się w depozycie Biblioteki Lobkowitzów w Universitni Knihovne w Pradze, sygn. Ms. R. VI F. b3, powstała w XV w.[21].
15. Rękopis Muzealny –przechowywany w Muzeum Narodowym w Pradze, sygn. VIII D 20, powstał ok. XV lub XVI w[22].
16. Rękopis Brzewnowski – przechowywany w klasztorze na Brzewnowie, sygn. F3, powstał w XVI w[23].

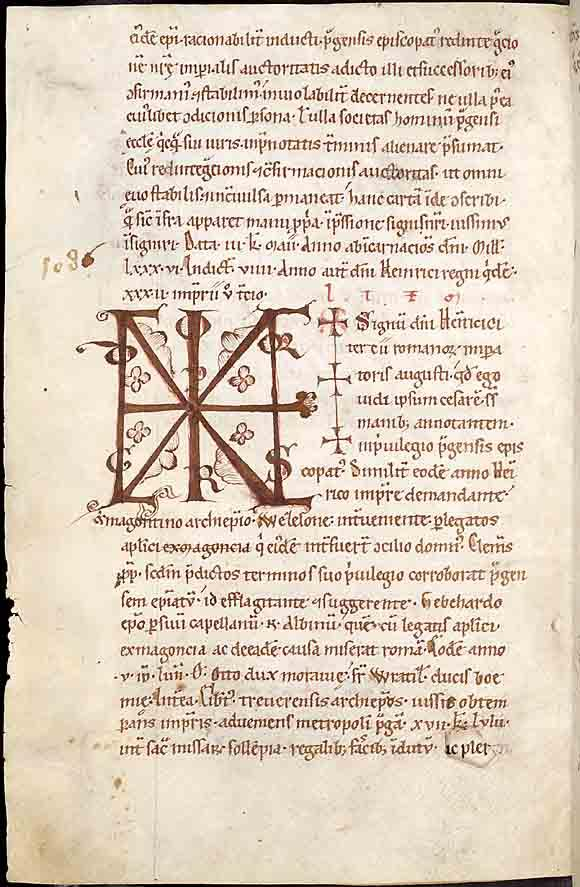
Jedna z kart Rękopisu Budziszyńskiego Kroniki Czechów. Znajduje się na niej monogram (łac. signum manus) cesarza Henryka III Salickiego

## Kontynuacje
Po śmierci Kosmasa jego dzieło znalazło bezpośrednich kontynuatorów. Najważniejszym z nich był anonimowy autor związany z czeskim dworem książęcym, uzupełniający kronikę w latach 1126–1142 i znany w literaturze jako Kanonik wyszehradzki.
Rozważa się też wpływ Kosmasa na późniejszego kronikarza Wawrzyńca z Brzezowa, katolickiego historyka doby husyckiej.
Swego rodzaju kontynuacją, a zarazem i uzupełnieniem jest tzw. Kronika Mnicha Sazwawskiego. Uzupełnia ona informacje o Wratysławie II i klasztorze w Sazawie. Część samodzielna jest silne inspirowana oryginałem Kosmasa.

## Wydania łacińskie

Drzewo genealogiczne rękopisów wg Bertolda Bretholza

Pierwotny rękopis tej kroniki nie dochował się do naszych czasów, więc poniższe wydanie krytyczne B. Bretholza opiera się na 15 różnych rękopisach źródłowych.
- [1602] Chronica Bohemorvm, wyd. Marquard Freher, Hanower 1602, «Rerum Bohemicarum antiqui scriptores» - wydanie to jest przedrukiem fragmentarycznego Rękopisu Sztrasburskiego[27].
- [1607] Chronica Bohemorvm, wyd. Marquard Freher, Hanower 1607, «Rerum Bohemicarum antiqui scriptores» - wydanie to jest oparte na Rękopisie Sztokholmskim i jest wynikiem podróży wydawcy do Czech oraz Polski (wspomina on o tym w dydykacji do Piotra Wok Ursina)[27].
- [1621] Chronica Bohemorvm, wyd. Marquard Freher, Hanower 1621, «Rerum Bohemicarum antiqui scriptores» - przedruk wydania z 1607[27].
- [1691] Disputatio iuridica miscellanea, seu sexaginta tres questiones canonico-civiles, politicae et militares ex relata, quam Cosmas Pragensis decanus usque ad Wratislaum I Bohemorum regem conscripsit Bohemica historia excerptae, wyd. Johannes Wenzel Michal von Walderode - publikacja stanowi przedruk Korniki wydanej przez Frehera (z 1602) poprzedzielanej 63 pytaniami do tekstu. Jest to wydanie przygotowane dla uniwersytetu praskiego[28].
- [1728] Cosmae Pragenis decani Chronicae Bohemorum, wyd. Johann Burchard Mencke, Lipsk 1728, «Scriptores rerum Germanicorum. T. I» - jest to przedruk wydania łacińskiego Marquarda Frehera z 1607, wydanie zostało opatrzone komentarzem Christophera Schwartza[27].
- [1730] Cosmae Pragenis decani Chronicae Bohemorum, wyd. Johann Burchard Mencke, Lipsk 1730, «Scriptores rerum Germanicorum. T. III» - wydanie uzupełnione o poprawki i dodatki wyciągnięte z Rękopisu Drezdeńskiego, wydanie to zawiera także kontynuację Kroniki autorstwa Mnicha Sazawskiego[27].
- [1783] Cosmae ecclesiae pragensis decani Chronicon Bohemorum, wyd. František Martin Pelcl i Josef Dobrovský, Praga 1783, «Scriptores rerum Bohemicarium. T. I» - wydanie przygotowane przez badaczy zostało oparte na Rękopisie Kapitulnym oraz podaje warianty: Rękopisu Drezdeńskiego, Wiedeńskiego, Brzewnowskiego, a także wydaniach Frehera (z 1602 i 1607). Wraz z Kosmasem zostali wydani jego kontynuatorzy (Mnich Sazwaski oraz Kanonik Wyszehradzki). Kontynuacje wraz z tekstem oryginalnym zostały umieszczone jedne obok drugich w obrębie danego roku. Wtręty wykonane przez mnicha i kanonika zaostały w teksie zaznaczone (wydzielone)[29].
- [1851] Chronica Bohemorum, wyd. Rudolf Köpke, «Monumenta Germaniae Historica...Scriptorum T. IX», Hanower 1851 - opiera się głównie na Rękopisie Budziszyńskikm (gorszy od Lipskiego, zdecydowanie lepszy od reszty rękopisów), choć za najlepszy rękopis uważa Rękopis Lipski. Przy wydaniu Kroniki Czechów wykorzystał również Rękopisy Drezdeński, Wiedeński, Sztokholmski, Kapitilny, Rudnicki, Brzewnowski. Okazyjnie wykrzystane były Rękopisy Sztrasburski i Monachijski. Została także wykorzystana praca Annalisty Saxo. Wydał także z pracą dziekana kontynuacje jego Kroniki, wersje (kontynuacje) Mnicha i Kanonika zostały wydrukowane osobno, natomiast interpolacje Mnicha Sazawskiego zostały również wyodrębnione na czele kontynuacji[29].
- [1854] Chronica Bohemorum wyd. Jacques Paul Migne, Paryż 1854, «Patrolagiae cursus completus Series latina. T. 166» - jest to wyłącznie przedruk z wydania R. Köpkego[30].
- [1874] Kosmůw Letopis Český, wyd. Josef Emler, tłum. na j. czeski Václav Tomek, «Fontes Rerum Bohemicarum. T. II» - wydanie w znacznej mierze opiera się na wydaniu R. Köpkego, wykorzystuje dodatkowo Rękopisy z Donaueschingen i Carloviensis[29].

- [1923, przedruk 1980 i 1995] Die Chronik der Böhmen des Cosmas von Prag. Wyd. Bertold Bretholz. Berlin, «Monumenta Germaniae Historica - Scriptores rerum Germanicarum», Nova series, t. 2. (wersja elektroniczna: jak poniżej). Wydanie to nie zawiera kontynuacji Mnicha Sazawskiego oraz Kanonika Wyszehradzkiego[30].
- [2020] Cosmae Pragensis Chronica Bohemorum. Cosmas of Prague, The Chronicle of the Czechs, tłum. M. Mutlova, M. Rady, L. Svanda, red. J.M. Bak, P. Rychterová, Budapeszt - Nowy York 2020, seria: Cemtral European Medival Texts Vol. 10, red. P. Geary, G. Jaritz, G. Klaniczay, P. Rychterowá - tłumaczenie dwujęzyczne.

## Polskie tłumaczenia
- [1968] Kosmasa Kronika Czechów, przetłumaczyła, wstęp i komentarze opracowała Maria Wojciechowska, Państwowe Wydawnictwo Naukowe, Warszawa; Wyd. 1, 459 stron.
- [2006] wznowienie: Kosmasa Kronika Czechów. Przekład, wstęp i komentarze M. Wojciechowska, Wyd. 2 poprawione i uzupełnione, «Skarby Biblioteki Narodowej», Wrocław 2006, 411 stron.
- [2012] wznowienie: Kosmasa Kronika Czechów. Przekład, wstęp i komentarze M. Wojciechowska, Wyd. 3 poprawione i uzupełnione, Wydawnictwo Templum, «Źródła Średniowieczne», Wodzisław Śląski 2012, 237 stron.

## Tłumaczenia obcojęzyczne

### Język czeski
- [1874] Kosmůw Letopis Český, wyd. Josef Emler, tłum. na j. czeski Václav Tomek, «Fontes Rerum Bohemicarum. T. II»[29].
- [1882] V. V. Tomek, Kosmůw Letopis český s pokračowáními kanowníka Wyšehradského a mnicha Sázawského [w:] Sbírka kronik a letopisů ceských v překladech, Cz. 1, Praga 1882[31].
- [1929] Kosmova kronika česká, tłum. K. Hridna, Praga 1929 - wydanie z szeroką bibliografią[31].
- [1949] Kosmova kronika česká, tłum. K. Hridna, Praga 1949 - popularne wydanie w małym formacie[31].
- [1950] Kosmova kronika česká, tłum. K. Hridna, Praga 1950[31].
- [1972] Kosmova kronika česká, tłum. K. Hridna, M. Bláhová, wstęp. Z. Fiala, M. Bláhová, Praga 1972.
- [1975] Kosmova kronika česká, tłum. K. Hridna, M. Bláhová, Praga 1975.
- [1975] Kosmova kronika česká, tłum. K. Hridna, Praga 1975.
- [2004] Kosmova kronika česká, tłum. K. Hridna, M. Bláhová, wstęp, przypisy, objaśnienia, indeks M. Bláhová, Bratysława 2004.
- [2005] Kosmova kronika česká, tłum. K. Hridna, M. Bláhová, wstęp D. Třeštík, komentarz P. Kopal, Praga 2005.
- [2011] Kronika Čechů, tłum. K. Hrdina, Marie Bláhová, M. Moravová, przypisy M. Wihoda, M. Moravová, Praga 2011.
- [2012] Kosmova kronika česká, tłum. M. Bláhová, Praga 2012.

### Język niemiecki
- [1882] Des Dekans Cosmas Chronik von Böhmen, tłum. Georg Grandaura, «Die Geschichtsschreiber der deutschen Vorzeit», Lipsk 1882 - pierwsze tłumaczenie na język niemiecki, jakościowo nienajlepsze[31].
- [1895] Des Dekans Cosmas Chronik von Böhmen, tłum. Georg Grandaura, «Die Geschichtsschreiber der deutschen Vorzeit», Lipsk 1895 - wyd. 2, uzupełnione przez W. Wattenbacha[31].
- [1939] Des Dekans Cosmas Chronik von Böhmen, tłum. Georg Grandaura, «Die Geschichtsschreiber der deutschen Vorzeit», Lipsk 1939 - wznowienie[31].
- [1941] Des Dekans Cosmas Chronik von Böhmen, tłum. Georg Grandaura, «Die Geschichtsschreiber der deutschen Vorzeit», Lipsk 1941.
- [1987] Cosmas von Prag, Die Chronik Böhmens, (Historiker des deutschen Altertums), tłum. F. Huf, Essen 1987.

### Język rosyjski
- [1962] Kozma Praźskij Czeskaja Chronika wstupitielnaja statia pierwod i komentarii G. E. Sanczuka (ros. Козьма Пражский. Чешская хроника. Пер. и комм. Г. Э. Санчука), Moskwa 1962 «Pamiatniki sriedniewiekowoj istorii narodów centralnoj i stocznoj Jewropy (ros. Памятники средневековой истории народов Центральной и Восточной Европы)»[32].
- [2009] Козьма Пражский. Чешская хроника, tłum. A. I. Cepkow, Riazań 2009.
- [2021] Козьма Пражский и продолжатели. Чешские хроники. tłum. i komentarz И. В. Дьяконова, Г. Э. Санчука, Moskwa 2021.

### Język angielski
- [2009] Cosmas of Prague, The Chronicle of the Czechs, tłum. i wstęp L. Wolverton[33].
- [2020] Cosmae Pragensis Chronica Bohemorum. Cosmas of Prague, The Chronicle of the Czechs, tłum. M. Mutlova, M. Rady, L. Svanda, red. J.M. Bak, P. Rychterová, Budapeszt - Nowy York 2020, seria: Cemtral European Medival Texts Vol. 10, red. P. Geary, G. Jaritz, G. Klaniczay, P. Rychterowá - tłumaczenie dwujęzyczne.